# Monacos parlament
Monacos parlament eller Nationalrådet (Fransk: Conseil National) fyrstedømmets Monacos nationale etkammersparlament. Parlamentet består af fireogtyve medlemmer, som vælges ved almindelige valg. Medlemmer sidder for en fire-femårig periode ad gangen, og selvom det kan handle uafhængigt af prinsen, kan han opløse det til enhver tid, forudsat at der afholdes nyvalg inden for tre måneder.
Den nuværende formand for Nationalrådet er Laurent Nouvion.